# Bomarea nematocaulon
Bomarea nematocaulon là một loài thực vật có hoa trong họ Alstroemeriaceae. Loài này được Killip miêu tả khoa học đầu tiên năm 1932.